# إلمو بويد
إلمو بويد (بالإنجليزية: Elmo Boyd)‏ هو لاعب كرة قدم أمريكية أمريكي، ولد في 1954.